# Samba em Berlim
Samba em Berlim é um filme brasileiro de 1943, dirigido por Luiz de Barros, escrito por ele e Adhemar Gonzaga. O filme é uma comédia musical produzida pela Cinédia e marcou a estreia de Dercy Gonçalves no cinema. No elenco principal figuram Mesquitinha, Brandão Filho, Laura Suarez, Dercy Gonçalves e Grande Otelo. Nos números musicais constam Dalva de Oliveira, Herivelto Martins, Virgínia Lane, Nilo Chagas, Dircinha Batista e Francisco Alves

## Sinopse
Dois caipiras (Mesquitinha e Brandão Filho), vão para o Rio de Janeiro atrás de uma moça que lhes enviara uma foto de uma artista. A moça (Laura Suarez) de quem a foto fora enviada é  noiva de um ricaço (Manoel Rocha), mas apaixonada por um soldado (Léo Albano).

## Elenco
| Ator/Atriz        | Personagem        |
| ----------------- | ----------------- |
| Mesquitinha       | Caipira           |
| Brandão Filho     | Caipira           |
| Laura Suarez      | Leda Léa          |
| Dercy Gonçalves   | Empregada         |
| Grande Otelo      | Empregado         |
| Manoel Rocha      | Corneiro Leão     |
| Léo Albano        | Soldado           |
| Ziembinski        | Diretor de teatro |
| Matilde Costa     | Enfermeira        |
| Grijó Sobrinho    | Médico            |
| Dalva de Oliveira | Ela mesma         |
| Herivelto Martins | Ele mesmo         |
| Virgínia Lane     | Ela mesma         |
| Nilo Chagas       | Ele mesmo         |
| Francisco Alves   | Ele mesmo         |
| Humberto Catalano | —                 |
| Abel Pêra         | —                 |